# ويليام أ. روان
ويليام أ. روان هو سياسي أمريكي، ولد في 24 نوفمبر 1882 في شيكاغو في الولايات المتحدة، وتوفي بنفس المكان في 31 مايو 1961. نشط حزبياً في الحزب الديمقراطي. وقد انتخب عضو مجلس النواب الأمريكي ‏.